# Афиния Гемина Бебиана
Афиния Гемина Бебиана (лат. Afinia Gemina Baebiana) — супруга римского императора Требониана Галла.
О биографии Бебианы известно очень немногое. В браке с Галлом у неё были двое детей: сын Волузиан и, предположительно, дочь Вибия Галла. После провозглашения Требониана Галла императором, Бебиане было отказано в титуле Августы. Точно неизвестно, почему это произошло. По одной версии, к это времени Бебиана уже умерла, по другой — новый император не желал возникновения конкуренции между своей супругой и женой своего погибшего предшественника Деция Траяна Гереннией Этрусциллой. Третья же версия предполагает, что Галл развелся с Бебианой до восхождения на престол.